# Payns
Payns is een gemeente in het Franse departement Aube (regio Grand Est). De plaats maakt deel uit van het arrondissement Troyes. Payns telde op 1 januari 2022 1.396 inwoners.

## Geografie
De oppervlakte van Payns bedroeg op 1 januari 2022 16,97 vierkante kilometer; de bevolkingsdichtheid was toen 82,3 inwoners per km².
De onderstaande kaart toont de ligging van Payns met de belangrijkste infrastructuur en aangrenzende gemeenten.

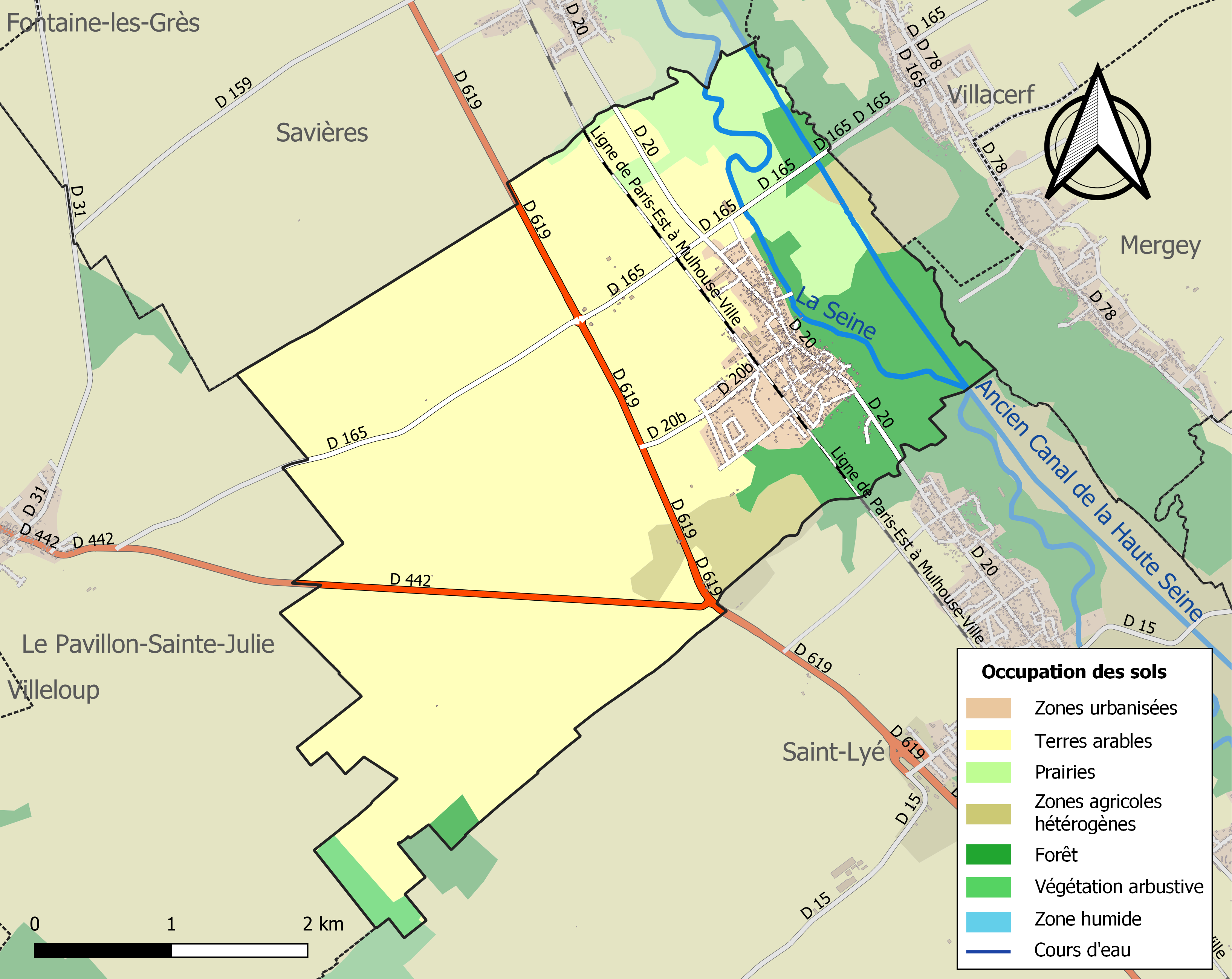

## Demografie
Onderstaande figuur toont het verloop van het inwonertal (bron: INSEE-tellingen).

Vanwege een beveiligingsprobleem met de MediaWiki Graph-software is het momenteel niet mogelijk deze grafiek weer te geven. Zodra de software is bijgewerkt zal de grafiek vanzelf weer zichtbaar worden.

## Hugo van Payens
Payns was het geboortedorp van Hugo van Payens, de eerste grootmeester van de Orde van de tempeliers.